# Antonios Exarchos
Antonios Exarchos (* 1932 in Athen) ist ein ehemaliger griechischer Diplomat.

## Werdegang
Er studierte Rechtswissenschaft an der Universität Athen.
1961 trat er in den auswärtigen Dienst.
Von 1964 bis 1967 wurde er beim Generalkonsulat in Alexandria beschäftigt.
Von 1967 bis 1970 wurde er an der Botschaft in Belgrad beschäftigt.
Von 1970 bis 1971 hatte er Exequartur als Generalkonsul in Toronto.
Von 1974 bis 1975 war er bei der Mission Griechenlands nächst dem Büro der Vereinten Nationen in Genf beschäftigt.
Von 1977 bis 1981 war er Stellvertreter des Missionleiters bei der Europäischen Wirtschaftsgemeinschaft in Brüssel.
Von 1982 bis 1984 und von 1988 bis 1989 wurde er im Außenministerium in Athen beschäftigt.
Von 1984 bis 1986 war er Botschafter in Bagdad (Irak).
Von 1989 bis 1990 koordinierte er im Außenministerium politische Angelegenheiten.
Von 1990 bis 1994 war er Ständiger Vertreter der Griechischen Regierung nächst dem UNO-Hauptquartier.
Er ist verheiratet und hat drei Kinder.